# Inferno & Paradiso
Inferno & Paradiso var en vandringsutställning som producerades av den statliga myndigheten Riksutställningar och Bildmuseet i Umeå i samarbete med konstnären Alfredo Jaar. Utställningen baserades på 18 fotografers tolkningar av temat himmel och helvete med premiär 1999 på Bildmuseet.

## Bakgrund
Idén till Inferno & Paradiso kom från den chilenske konstnären och fotografen Alfredo Jaar, som ville göra en utställning med ett antal av världens främsta pressfotografer/fotojournalister. Upprinnelsen till uppslaget kom från en resa som Alfredo Jaar gjorde i samband med folkmordet i Rwanda 1994, när närmare en miljon människor dödades i konflikten mellan folkgrupperna hutuer och tutsier.

Så här berättade en artikel i Göteborgs-Posten, 2000-05-03, om de upplevelser som skulle bidra till att Inferno & Paradiso blev verklighet:
/.../När folkmordet i Rwanda ägde rum 1994 reste Jaar dit. En upplevelse som förändrade hans liv och konstnärskap. Med ett fotopass från FN dokumenterade han vad han såg. Han tog över 3 000 bilder i Rwanda och säger att de var de hemskaste bilder han någonsin tagit. – Jag såg mängder av döda människor och flyktingar både kvar i Rwanda och utanför. När jag kom hem var jag fullkomligt nedbruten, både fysiskt och psykiskt. Från det att folkmorden började tog det lång tid innan tidningar som Newsweek rapporterade om masslakten av människor. Det var ett krig som ingen brydde sig om./.../Han valde senare att inte visa sina bilder utan i stället placera 550 av dem i slutna arkivlådor. De försågs med text om vad bilden i lådan föreställde. Installationen blev likt en minnesplats. För Jaar var det ett sätt att återfå tron på bilden och ta hjälp av orden. Folk skulle få känna en längtan av att se bilden och kanske därigenom få hjälp att vilja se igen. – Vi lever i en bildkultur men ironiskt nog så är bilden osynlig. Vi har blivit immuna och zappar vidare eller vänder blad för att inte beröras. Jag tror inte att bilder med hemskt eller våldsamt innehåll är problematiskt utan det är sättet de visas på. Bilden måste placeras in i ett sammanhang för att accepteras och förstås. Jag tror att det är omöjligt för bilder i dag att överleva utan text./.../Just nu turnerar en utställning med namnet Inferno & Paradiso i Sverige som Alfredo Jaar producerat i samarbete med Bildmuseet och Riksutställningar./.../
Tankegångarna om bilder placerade i relation till text och ett sammanhang kom att manifesteras i vandringsutställningen Inferno & Paradiso. Utställningen – med innehåll – kompletterades med en utställningskatalog som blev två inbundna fotoböcker med förklarande texter.
Inferno & Paradiso kom ett steg närmare fullbordan när Riksutställningars Magnus af Petersens besökte ett seminarium, i november 1997, där Alfredo Jaar medverkade. Dagen efter seminariet träffades de båda och Alfredo Jaar fick möjlighet att berätta om sitt koncept.

## Tema
Temat för utställningen var, på ett plan, kort och gott: ont och gott. När Magnus af Petersen träffade Alfredo Jaar berättade konstnären hur han hade tänkt sig upplägget med pressfotograferna och deras bilder. Magnus af Petersens egna ord:
/.../De får välja två bilder var. Den ena är den hemskaste, mest smärtfyllda och svåra bild de tagit. Den andra är den lyckligaste bild de tagit. Temat är inferno och paradiso. Pressfotograferna liknas här med Vergilius i Dantes gudomliga komedi. De leder oss ner i helvete, men de kan själva inte ingripa i vad som sker där. De kan bara vittna och försöka få världen att reagera. Alfredo Jaar menar att mycket av journalistiken idag har övergivit sitt kritiska och granskande uppdrag och att många konstnärer har tagit på sig rollen som de som ställer frågor (häromdagen såg jag på nyheterna på trean ett inslag om en papegoja som lärt sig sjunga Spice girls-låtar och då förstod jag vad han menade). Pressfotografernas bilder drunknar lätt i mediaflödet, bilderna återges beskurna på sidan 8 i utrikesdelen, dåligt rastrerade.  Han vill att vi ska se bilderna. Han vill inte ha en traditionell fotoutställning med bilder i passepartouter och ram. Han vill projicera diabilder rakt på väggen, först fem minuter inferno och sedan fem minuter paradiso. Vi måste stå kvar och se bilderna för att sedan se den totala kontrasten./.../
På ett annat plan behandlade Inferno & Paradiso, berättade utställningserbjudandet, ”den känslomässiga neutralisering som fotografier och annan visuell representation har blivit föremål för i vår tid”. Grundtesen i resonemanget var att bilder i det moderna samhället hade ersatt text som den snabbaste och mest effektiva metoden att förmedla kommunikation.
En effekt av den ökade hastigheten är att även om tidningarna och annan media idag överöser oss med bilder av världens krig, svält och andra katastrofer, så har dessa bilder förlorat sin förmåga att förmedla det kritiska i de situationer de avbildar. Då vi i tidningar och i tv möter det otal bilder som skildrar mänskligt lidande känner vi oss ofta bedövade, vi blir känslomässigt immuna. Bilderna i Inferno & Paradiso är valda för sin förmåga att gå emot denna tendens.

## Produktion
Inferno & Paradiso innehöll totalt 36 bilder av 18 fotografer, på temat helvetet och paradiset på jorden. Infernoavdelningen visade en uppsättning elände och lidande, bland annat koleradöda i Afrika, människokadaver i Nicaragua, indiska barnbrudar, en brännmärkt pojke i Moçambique, 20 massmördade i Brasilien – uppvisade i lådor. Paradiset var en annan sort.  
Inferno & Paradiso uppmärksammandes för utställningskatalogen som bestod av två text- och fotoböcker i liggande A5-format med hårda pärmar där alla bilder fanns samlade. Den ena boken föreställde infernoskildringar, den andra innehöll bilderna på paradistemat. Utställningsformgivningen och byggnationerna skedde i Riksutställningars ateljé i Stockholm.
 

I utställningen visades bilderna som diabildsprojiceringar på en vägg. Projektorerna ställdes in för att visa motiven i ordningen Inferno följt av Paradiso. En känsla av hur det kan ha sett ut får vi i handledningen till utställningen för museipersonal och lärare:
/.../Bilderna presenteras som diaprojektioner i en suggestiv installation. Utställningsrummet är alltså ett konstverk i sig som bör upplevas i sin helhet. I detta mörka rum möts vi av 18 projektioner i olika storlekar, riktade mot rummets väggar. I 18 minuter visar de 18 projektorerna pressfotografernas Infernobilder – alltså besök i helvetet. Sedan växlas alla bilderna på en gång till 18 Paradisobilder./.../
Om besökarna ville se samtliga bilder i utställningen var de tvungna att stanna tills alla hade visats. Väggytan som bilderna visades på var cirka 200 kvadratmeter, eller enligt en annan beskrivning: 60 löpmeter vägg.

Metoden passade Alfredo Jaars syfte – att försöka hålla kvar publiken tills den hade hunnit skaffa sig en uppfattning om vad innehållet i utställningen handlade om.
/.../Alfredos tanke är att vi ska ägna en minut åt varje bild när vi går runt i rummet. Vi tar oss sällan tid att verkligen koncentrerat sätta oss in i de bilder som vi konfronteras av i dagspress och andra media. Vi ögnar igenom tidningen, ”zappar” mellan tv:s kanaler./../
Konstnären hade tidigare jobbat en period med skulpturer, men såg Inferno & Paradiso som ett sätt att återvända till bilderna, enligt Magnus af Petersens efter hans möte med Alfredo Jaar. För Alfredo Jaar var det här första gången han provade rollen som kurator/utställningskommissarie.

Så här presenterades Alfredo Jaar i handledningen för museipersonal och lärare:
Konstnären Alfredo Jaar är född 1956 i Chile men bosatt i New York. Han är idag en av den internationella samtidskonstens främsta företrädare. Han arbetar ofta med fotografi som en del i sina verk, som del i en installation och rumslighet skapar miljöer med hjälp av arkitektoniska detaljer, foto, video, ljus och mörker. Han har varit verksam som konstnär sedan 70-talet och alltid strävat efter att förena etik och estetik. Att utifrån en stark moralisk övertygelse också skapa verk som i sin skönhet och sin intelligens når andra människors förmåga till fantasi, inlevelse och medkänsla. Engagemang för tredje världen, flyktingar, uteliggare och förtryckta folkgrupper är några av de teman Alfredo Jaar tagit upp i sina verk.
I samband med utställningen Inferno & Paradiso skulle seminarier, pedagogiska projekt och olika workshops, och liknande, arrangeras. Riksutställningar och Stockholm kulturhuvudstad 1998, skulle enligt planeringen stödja projektet med vardera 200 000 kronor och resterande 50 000 till 100 000 kronor skulle sökas tillsammans av de båda parterna.
Vandringsutställningen Inferno & Paradiso bestod av 18 metallstativ, 2 lådor med projektorer, diabildsmagasin, sladdar, 2 lastpallar med övrigt material. Total volym 6 kubikmeter med vikten 1 150 kilogram.

### Inferno & Paradiso– fotografer och bilder
- Corinne Dufka, USA. Inferno: Utan titel. Svartvit. Man döende i kolera vårdas av sin kvinna i flyktingläger i Goma, Zaire 1994. Reuters. Paradiso: Utan titel. Svartvit. Kvinna från Rwanda skriker av glädje när hon omfamnar sin yngre bror efter att ha hittat honom bland överlevande efter hutumilisens folkmord. Över 800 000 personer har mist livet, de flesta tutsier. Utanför Kigali, Rwanda maj 1994. Reuters.
- Cristina Garcia Rodero, Spanien. Inferno: ”Tio månader av livet”. Svartvit. Dött barn omgivet av sörjande i Georgien 1995. Contact. Paradiso: ”Himlens spegel”. Svartvit. Ung kvinna ligger i strandbrynet  med en liten pojke framför sig i solen. Spanien 1991. Contact.
- Themba Hadebe, Sydafrika. Inferno: ”Brytningspunkten”. Färg. Affärsman beredd att avlossa sin pistol mot en ung man på knä framför honom, som strax innan tvingat till sig affärsmannens mobiltelefon under knivhot. Johannesburg, Sydafrika 1998. Associated Press. Paradiso: ”Högt svävande ovanför de övriga”. Färg. En flicka hoppar studsmatta i kåkstaden Thembilihle, nära Lenasia i Sydafrika. Bilden är tagen när hon är högt uppe i luften med den blå himlen med vita moln omkring sig. Johannesburg, Sydafrika 1997. Associated Press.
- Hocine, Algeriet. Inferno: ”Madonnan från Bentalha”. Färg. En massaker har ägt rum i staden Bentalha i Algeriet. En förvirrad kvinna har förlorat flera familjemedlemmar och tröstas av en kvinnlig släkting, som har förlorat sina föräldrar. Bentalha, Algeriet 1997. AFP. Paradiso: Utan titel. Färg. Kvinnliga supporters till den somaliska fältherren Mohammed Farah Aidid demonstrerar i Mogadishu, Afrika, 28 oktober 1993. Somalia 1993. AFP.
- Yunghi Kim, USA. Inferno: ”Kvinnor som ger tröst”. Svartvit. Döende kvinna vittnar om hur japansk militär kidnappade unga kvinnor på den koreanska landsbygden för att förvandla dem till sexslavar – och hon var en av dem. Sydkorea 1996. Contact Press Images. Paradiso: ”Barn”. Färg. Två barn leker ”handklapp” med varandra i ett flyktingläger i Goma Zaire, dit de har kommit efter det etniska kriget mellan hutuer och tutsis med över 800 000 döda som följd och miljoner på flykt. Rwanda 1994. Contact Press Images.
- Witold Krassowski, Polen. Inferno: ”I väntan på doktorn”. Svartvit. Flyktingar från Rwanda i ett flyktingläger i Ngara, Tanzania 1994. Network. Paradiso: ”Musiker med dragspel, på en bröllopsfest i en liten polsk by”. Svartvit. Polen 1989. Network.
- Joachim Ladefoged, Danmark. Inferno: Utan titel. Svartvit. Skadad rebellsoldat i Vlora, Albanien mars 1997. Paradiso: Utan titel. Svartvit. Havet vid den danska västkusten i juli 1996. Svartvit. Tre badande danska, unga män klänger nakna på den uppblåsta innerslangen till ett traktordäck, som i fotograferingsögonblicket träffas av en våg. Danmark 1996.
- Adriana Lestido, Argentina. Inferno: ”Kvinnliga fångar med sina barn”. Svartvit. Fängelse nummer 8 för kvinnor. Los Hornos, La Plata, Argentina 1992. Paradiso: Utan titel. Svartvit. Kvinna dansar 11 september 1992 med en man på ett diskotek i Buenos Aires. Buenos Aires, Argentina 1992.
- Wendy Sue Lamm, USA. Inferno: ”San Francisco solar sig medan Oakland brinner”. Svartvit. Solbadare i parken San Francisco Mission Dolores mot en fond av svart rök, 12 kilometer från det brinnande Oakland Hill. San Francisco, Kalifornien, USA 1991. Agenzia Contrasto. Paradiso: ”Pojkar simmar och fiskar flyger”. Färg. Badande i havet. Pojke i förgrunden med en pet-flaska i munnen, delvis fylld med vatten och två fiskar som syns mot himlen. Gaza Beach, Gazaremsan 1998. Agenzia Contrasto.
- Peter Magubane, Sydafrika. Inferno: ”Förtryck”. Svartvit. 14 nakna män på en linje med händerna i luften, offer för dåtidens apartheidsystem. Sydafrika 1961. Paradiso: ”Befrielse”. Färg. Bild på Nelson Mandela kort efter att ha släppts fri 1990, samtidigt som förbudet mot ANC i Sydafrika hävdes. Till höger på bilden hans dåvarande fru, Winnie Mandela. Johannesburg, Sydafrika. 1990.
- Susa Meiselas, USA. Inferno: ”Cuesta del Plomo”. Färg. Resterna av en människokropp på ”Blyberget” Cuesta del Plomo, en dryg kilometer utanför Managuas centrum i Nicaragua. Området användes som avrättningsplats och gamar åt upp kropparna efteråt. Nicaragua 1978. Magnum. Paradiso: ”Sommar vid sjön”. Svartvit. Tre flickor på en form av staket i en sjö. Skildring av en lugn, och ovanlig, stund för fotografen med sin familj och vänner. Frankrike 1995. Magnum.
- Swapan Parekh, Indien. Inferno: ”Prem Kuwar – 7 år gammal barnbrud”. Svartvit. Ett exempel på traditionen i vissa samhällen på indiska landsbygden att gifta bort sina barn när de är mycket unga. Madhya Pradesh, Indien februari 1990. Paradiso: ”Födelsen av mitt barn, Saaya”. Svartvit. Bombay, Indien april 1999.
- Ricardo Rangel, Mozambique. Inferno: Utan titel. Svartvit. Ung boskapsherde brännmärkt som straff för att ha förlorat ett av djuren. Maputo, Mozambique 1969. Paradiso: Utan titel. Svartvit. Några barn leker på den knotiga och förvridna stammen på ett gammalt, nerfallet träd. Maputo, Mozambique.
- Dayanita Singh, Indien. Inferno: ”Tolv år gammal”. Svartvit. Tolvåriga flickan Marie, dotter till en sexarbetare, hade uppnått pubertetsålder och var nu tillgänglig för sexköpare. Indien. Network. Paradiso: ”Ett par sitter på en stor pappersmåne i en filminspelning från Bombay”. Svartvit. Bombay, Indien. Network.
- Takeyoshi Tanuma, Japan. Inferno: ”Ett barn som bara är lite mer än skinn och ben på slutet av sin flykt från Somalia 1992”. Färg. Dolo Odo flyktingläger, Etiopien. Paradiso: ”En moder ler då hon ser sitt nyfödda barn sova bredvid sig”. Färg. Japan 1986.
- Marcelo Theobald,  Brasilien. Inferno: ”Massaker i Vigário Geral”. Färg. 20 döda personer visas upp i lådor på gatan, efter ett massmord utfört av maskerade militärpolisstyrkor i gryningen på platsen Vigário Geral – ett av de fattiga områden i Brasilien som kallades favelas. Rio de Janeiro, Brasilien 30 augusti 1993. Paradiso: ”En flygande kropp”. Färg. En fotbollsspelare upp och ner i luften. Bild på firandet av Jamirs mål i matchen där Botafogo besegrar Grémio på Maracanastadion i Rio de Janeiro, 1 maj 1995. Rio de Janeiro, Brasilien 1995.
- David Turnley, USA. Inferno: ”Pojke som gråter bredvid sin döde far”. Svartvit. En pojke på flykt till Zaire från inbördeskriget i Rwanda, i sällskap med sin far som nyss har dött av kolera. Goma, Zaire 1994. Corbis. Paradiso: ”Far och dotter som spelar gitarr”. Färg. Orange Free State, Sydafrika 1986. Corbis.
- Francesco Zizolata, Italien. Inferno: Utan titel. Svartvit. Barn vid ett center för krigsskadade barn i staden Kuito i Angola, ett land där miljontals landminor ligger odetonerade och väntar på nästa offer. Kuito, Angola 1996. Agenzia Contrasto. Paradiso: Utan titel. Svartvit. Vy genom en öppning i en vägg mot vad som verkar vara en pir där pojkar dyker från kanten.[11][12]

### Produktionsgruppen

#### Utställningsproduktion
- Curator/utställningskommissarie: Alfredo Jaar.
- Projektledare: Jan-Erik Lundström (Bildmuseet), Magnus af Petersens (Riksutställningar).
- Utställningsassistent: Lisa Lundström (Bildmuseet), Helena Sundström (Riksutställningar).
- Turnéansvariga: Helena Sundström, Birgitta Nåsby.
- Teknikansvarig: Bruno Tardat.
- Ansvarig AV-teknik: Sten Notsjö.

#### Katalog
- Redaktör: Alfredo Jaar.
- Produktionsansvariga: Bildmuseet, Riksutställningar
- Förlag: Bildmuseet, Riksutställningar, Actar.
- Ansvarig grafisk form: Ramon Prat.
- Ansvariga översättning: Adekvat, Interlingua, Jan-Erik Lundström, Eva Sjöblom.[11]

## Turné
Inferno & Paradiso invigdes 29 september på Bildmuseet/Umeå universitet. Utställningen besökte totalt 14 visningsorter, nio i Sverige och en i Danmark 1999 till 2001. Därefter gick resan till Sydafrika och Kanada innan turnén avslutades på två orter i Sverige 2001 till 2002, enligt turnéplanen för Inferno & Paradiso.

### 1999
- Umeå, Bildmuseet 26/9–31/10[13]

### 2000
- Linköping, Passagen 27/11–1/1
- Sollentuna, Edsviks konst och kultur 12/1–30/1
- Mörbylånga, Capellagårdens utställningsgård 5/2–5/3
- Oskarshamn, Kulturhuset, konsthallen 12/3–9/4
- Västervik, Fogdens konferens 16/4–14/5
- Odense, Danmark, Brandts klaedefabrik 20/5–6/8
- Helsingborg, Helsingborgs museum 12/8–10/9
- Simrishamn, Galleri Valfisken 28/10–2/12[13]

### 2001
- Halmstad, Mjellby konstgård 14/1–25/2
- Kapstaden, Sydafrika, South African National Gallery 21/4–1/7
- Montreal, Kanada, VOX – centre de diffusion de la photographie 7/9–14/10
- Arvika, Arvika konsthall 27/10–25/11[13]

### 2002
- Härnösand, Länsmuseet Västernorrland 19/1–3/3[13]

För de utländska besöken ansvarade Bildmuseet i Umeå.

## Reaktioner
Aftonbladet, 1999-12-22:
Bildkonstnären och fotografen Alfredo Jaar är känd för sina empatiska verk med minimala men effektiva uttryck, ofta med anknytning till förlorarna i den globala maktbalansen. I Inferno & Paradiso, producerad av Riksutställningar och Bildmuseet i Umeå, har han sammanfogat dokumentära fotografier enligt en enkel idé: motsatsförhållandet himmel/helvete. 18 pressfotografer (flera skandinaver inbjöds men bara dansken Joachim Ladefoged antog utmaningen) har valt bland egna bilder./.../För Alfredo Jaar blev vistelsen i Rwanda under folkmordet 1994 utgångspunkten för utställningen./.../Alfredo Jaar hänvisar naturligtvis också till Dantes Den gudomliga komedin/.../I relation till dagens dokumentärfotografer framstår 1300-talets Dante som en avundsvärd optimist. Den gudomliga komedin skildrar olika maktsfärer och kulturer som en vandring från mörker till ljus, från kaos till ordning. I Inferno & Paradiso är det precis tvärtom. Här skildras lidandet som ett resultat av världsordningen, och lyckan – oftast gestaltad genom barn – finns där denna ordning upphör, där ett ögonblick av kaos inträffar och det finns rum för lek och oskuld/.../Inferno & Paradiso är en påminnelse om dokumentär- och pressfotografiets stora betydelse i dag. Trots påstådd bildtrötthet lämnar de trettiosex bilderna (av vilka många är en smula oskarpa eller sneda) ingen oberörd. De lyckliga bilderna framstår som så få och små, som sekundsnabba ögonblick i en världsomfattande flod av våld, massaker och lidande.
Dagens Nyheter, 2000-01-27:
/.../Utställningskonceptet är raffinerat enkelt: arton diaprojektorer skiftar bilder var artonde minut och världen byter ansikte. Två lägen: ljus och mörker, himmel och helvete. I de två utställningskatalogerna upprepas flera gånger likheten med Dantes "Den gudomliga komedien". Besökarna erbjuds vandra i en fotografisk fiktion där världens plågor och lyckostunder visas som enskilda teatertablåer. Barn som gråter över sina döende föräldrar, utmärglade ansikten, indiska flickor som säljs på öppen äktenskapsmarknad, massavrättningar med döda kroppar. Också motsatsen, ett "Paradiso": ännu fler barn, leende ansikten, födelsescener, bilder av vuxna med barn i famnen. Är Jaar ute efter att ännu en gång ifrågasätta fotografins autenticitet, dess "omutliga vittnesmoral"? Jag tror ändå inte det. Jaar har under mer än tjugo år diskuterat ett "vi och dom" relaterat till tredje världens befolkning. Flera gånger har han upprättat en rekonstruktion av det mänskliga mitt i anonyma människomassor för att poängtera det specifika hos enskilda individer, var de än fotograferas. Den här gången låter han utställningsarrangemanget samspela mycket exakt med bildernas innehåll i något som liknar en parafras på 1950-talsutställningen "Family of Man". All världens människor ingår i konceptet. Lycka och helvete drabbar alla utan förvarning./.../
Helsingborgs Dagblad, 2000-08-30:
Frysta ögonblick i tiden. Fotografer dokumenterar både lycka och smärta i världen. Utställningen Inferno & Paradiso ger speciella effekter. Hur känns det när verkligheten snabbt verkar bli en annan? När sorgen blir glädje, när smärtan förvandlas till ömhet, när döden blir liv? När jag tagit mig upp på andra våningen på Vikingsberg har jag hamnat i ett inferno. Ur de många projektorerna som står uppställda i rummen lyser världens elände på väggarna./.../Bilder tagna av skickliga dokumentär- och pressfotografer från hela världen. Bilder som beskriver världens ondska och smärtsamma kaos. Här i rummen råder mörker och tystnad. Men det finns ingen tystnad. Allting hörs, som Stig Dagerman skrev en gång. Det vi kallar tystnad, det är inte tystnad utan bara vår egen dövhet. Jo, här där tystnaden råder hör jag människors förtvivlan, skriken när krigen kommer, när livet utplånas, när människors liv på olika sätt bryts sönder. Jag står här och känner lidandet. Men då plötsligt händer något. Alla de grymma, smärtsamma bilderna tas bort och istället ser jag värme, skratt, ömhet mellan människor. Bilden på den lilla pojken och hans döde far försvinner och istället ser jag en liten glad flicka som tillsammans med sin far spelar gitarr i Sydafrika./.../Två verkligheter möts här. Men jag vet att paradisets ljuvlighet inte kommer att dröja sig kvar så länge till. Om 18 minuter är infernot på plats igen./.../

## Ekonomi
Totalt kostade vandringsutställningen Inferno & Paradiso 860 864 kronor, visade en sammanställning i början av mars 2002. Kostnaden för produktionen uppgick till 289 936 kronor och kostnaderna för turnén 570 928 kronor. De totala inkomsterna av utställningen beräknades vid samma tillfälle till 723 819 kronor. Där ingick bland annat bidrag från myndighet, försäljning av trycksaker och utställningshyror.
Kostnaderna delades lika mellan samproducenterna Riksutställningar och Bildmuseet i Umeå. Dessutom bidrog Riksutställningar med teknisk utrustning.
Riksutställningars utgifter för Alfredo Jaars medverkan i projektet var 6 000 dollar, plus 1 200 dollar som skulle gå till en assistent till Alfredo Jaar. Dessutom utgick ersättning när han jobbade med utställningen på plats i Sverige.
För sin medverkan i utställningen, med sina bilder, fick de 18 fotograferna 300 us-dollar var.
Hyran för Inferno & Paradiso var 32 000 kronor för fyra veckor och 8 000 kronor för varje påbörjad vecka därefter. I hyran ingick:
- Transport till och från visningsplatsen, inom Sveriges gränser. I priset ingick lådor, hotellvistelse, lön och traktamente för chauffören som transporterade utställningen.
- Hjälp med installationen. I priset ingick resa, hotellvistelse, lön och traktamente för tekniker som skulle montera utställningen.
- Försäkring.
- Affischer och vernissagekort (ett begränsat antal).
- Pressbilder.[4]

Hyran för den lokala utställaren i Montreal, Kanada, uppgick till 45 000 kronor för perioden 7 september till 14 oktober 2001. Varje påbörjad vecka därefter kostade 10 000 kronor. I summan ingick utställningen med innehåll och instruktioner för hur den skulle monteras. Däremot ingick inte kostnader för frakt och montering, det fick den lokala utställaren ansvara för.